# Норт-Ланкастер (Вісконсин)
Норт-Ланкастер (англ. North Lancaster) — місто (англ. town) в США, в окрузі Грант штату Вісконсин. Населення — 581 особа (2020).

## Демографія
Згідно з переписом 2010 року, у місті мешкало 509 осіб у 187 домогосподарствах у складі 147 родин. Було 197 помешкань
Расовий склад населення:
| - 98,0 % — білих - 0,2 % — чорних або афроамериканців - 1,8 % — осіб інших рас |

До двох чи більше рас належало 0,0 %. Частка іспаномовних становила 2,2 % від усіх жителів.
За віковим діапазоном населення розподілялося таким чином: 24,6 % — особи молодші 18 років, 65,6 % — особи у віці 18—64 років, 9,8 % — особи у віці 65 років та старші. Медіана віку мешканця становила 42,9 року. На 100 осіб жіночої статі у місті припадало 108,6 чоловіків;  на 100 жінок у віці від 18 років та старших — 122,0 чоловіків також старших 18 років.
Середній дохід на одне домашнє господарство  становив 74 695 доларів США (медіана — 67 500), а середній дохід на одну сім'ю — 85 638 доларів (медіана — 87 500). Медіана доходів становила 49 167 доларів для чоловіків та 35 417 доларів для жінок. За межею бідності перебувало 5,2 % осіб, у тому числі 4,9 % дітей у віці до 18 років та 1,4 % осіб у віці 65 років та старших.
Цивільне працевлаштоване населення становило 263 особи. Основні галузі зайнятості: освіта, охорона здоров'я та соціальна допомога — 24,7 %, сільське господарство, лісництво, риболовля — 19,0 %, виробництво — 12,5 %, роздрібна торгівля — 9,9 %.